# Tristan Tedder
Pour les articles homonymes, voir Tedder.
Pas d'image ? Cliquez ici

a Compétitions nationales et continentales officielles uniquement.

Dernière mise à jour le 16 juin 2025.
Tristan Tedder, né le 17 avril 1996 à Durban, est un joueur sud-africain de rugby à XV évoluant au poste de demi d'ouverture.
Formé à l'académie des Sharks, il dispute une saison de Currie Cup avec les Natal Sharks en 2016 avant de partir en France, au centre de formation du Stade toulousain.
Prêté à deux reprises, il ne s'impose pas avec ce club et signe en 2021 pour l'USA Perpignan, promu en Top 14.

## Carrière

### Débuts en Afrique du Sud
Après avoir joué au rugby en universitaire, Tristan Tedder rejoint le centre de formation des Sharks en 2015. Il fait ses débuts en qualification de Currie Cup avec les Natal Sharks contre les Border Bulldogs la saison suivante,.

### Départ en France
En juillet 2016, il est recruté par le club de Top 14 du Stade toulousain via un contrat espoir. Il dispute un match de pré-saison face au Racing 92.
Le 30 mars 2017, malgré le fait qu'il n'ait pas encore joué le moindre match avec l'équipe professionnelle, il prolonge son contrat espoir. Il fait ses débuts en Top 14 le 30 avril 2017 à l'occasion d'une rencontre contre le Castres olympique, rentrant au poste d'arrière à la 38e minute à la place de Maxime Médard.
En 2018, il est prêté, avec son coéquipier Maxime Marty, à l'Aviron bayonnais par le Stade toulousain. En manque de temps de jeux pour cause de blessure à Toulouse, Tedder arrive à Bayonne en tant qu'ouvreur suppléant. Malgré cela, il parvient à réaliser de bonne prestation en début de saison, notamment lors d'une rencontre avec l'US Montauban où il inscrit son premier essai en professionnel. Il remporte le championnat de Pro D2 en 2019 face au CA Brive.
En 2019, le prêt se termine et il intègre l'équipe professionnelle du Stade toulousain. En l'absence de Thomas Ramos, Maxime Médard et Cheslin Kolbe, sélectionnés pour la Coupe du monde, il commence la saison au poste d'arrière.
Le 1er février 2020, il participe à la première édition du Supersevens avec le Stade toulousain. Il joue 2 matchs et inscrit 8 points.
En 2020-2021, il est de nouveau prêté à un club de Pro D2, l'AS Béziers, en compagnie d'un autre jeune joueur du Stade toulousain Jarrod Poï. En octobre 2020, il revient à Toulouse pour épauler son club quelques semaines durant la période internationale et l'absence de Romain Ntamack et Thomas Ramos, sélectionnés en équipe de France. Il contribue ainsi modestement au titre de Champion de France de Top 14 remporté par le club.
L'USA Perpignan, promu en Top 14 pour la saison 2021-2022, engage Tristan Tedder, qui cherche à relancer sa carrière.
Il signe ensuite au Racing 92 pour la saison 2023-2024.
En novembre 2024, Tedder acte son retour à l'USA Perpignan à partir de la saison 2025-2026. 

## Palmarès
- Aviron bayonnais
  - Vainqueur du Championnat de France de 2e division en 2019

- Stade toulousain
  - Vainqueur du Championnat de France en 2021